# Wonnegauviertel

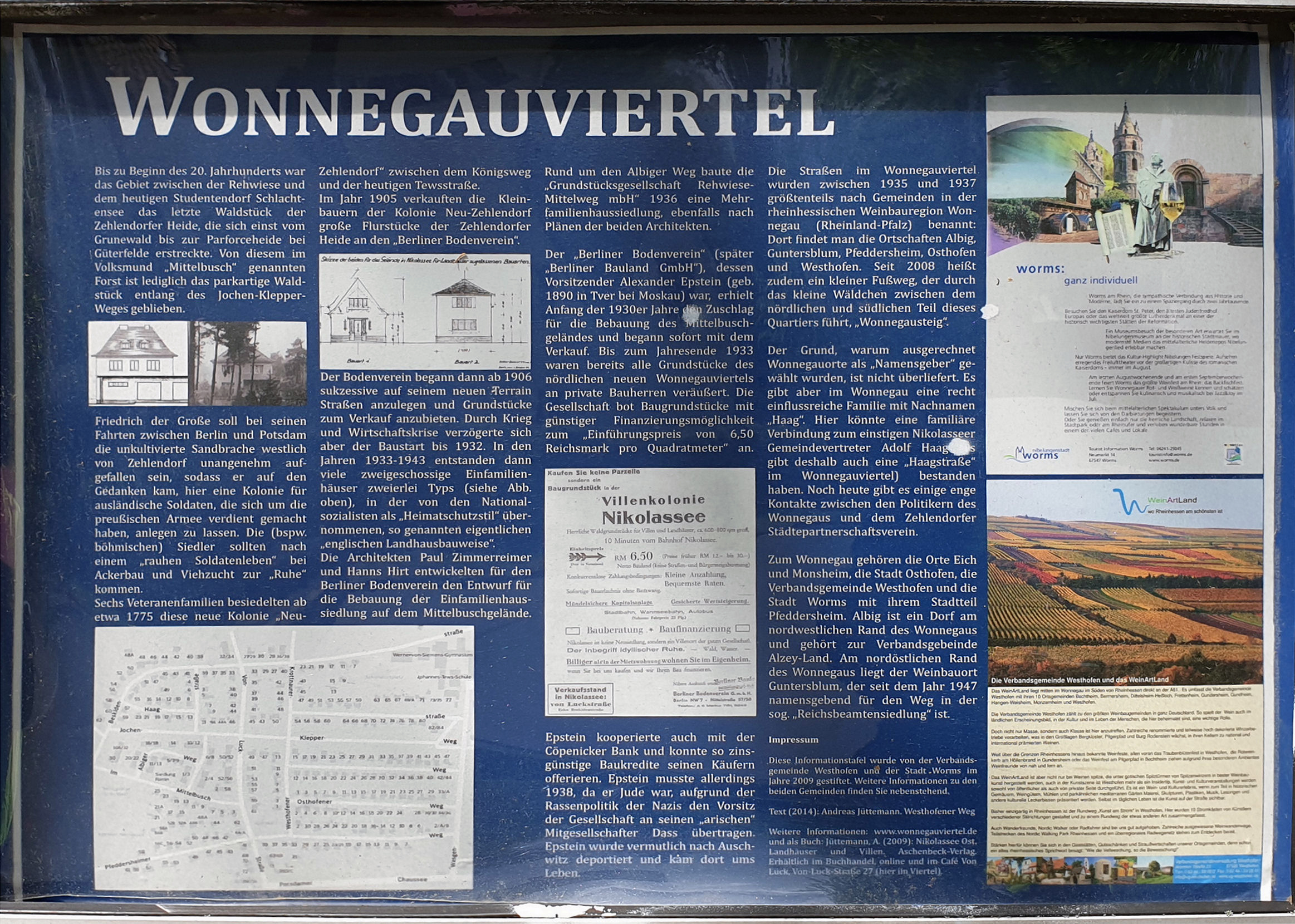
Plaque commémorative au Pfeddersheimer Weg/Von-Luck-Straße, à Berlin-Nikolassee.

Le Wonnegauviertel (quartier du Wonnegau) est un habitat de maisons individuelles fondé dans les années 1930 dans le quartier Berlin-Nikolassee à Berlin et qui fait aujourd'hui part de l'arrondissement de Steglitz-Zehlendorf et qui compte 2.800 habitants. Son nom vient du Wonnegau, une région viticole dans la Hesse rhénane dont les rues sont nommées après les villages de cette région : Westhofen, Osthofen, Pfeddersheim et Albig.